# Arènes de Cañaveralejo
Les arènes de Cañaveralejo sont des arènes situées dans la ville de Cali, en Colombie. 
Cañaveralejo a une capacité de 16 954 personnes et est administrée par la Fundación Plaza de Toros de Cali.
Chaque année, la saison taurine a lieu pendant la Feria de Cali durant les mois de décembre et janvier, avec la présentation de toreros de renom du monde entier.

## Histoire

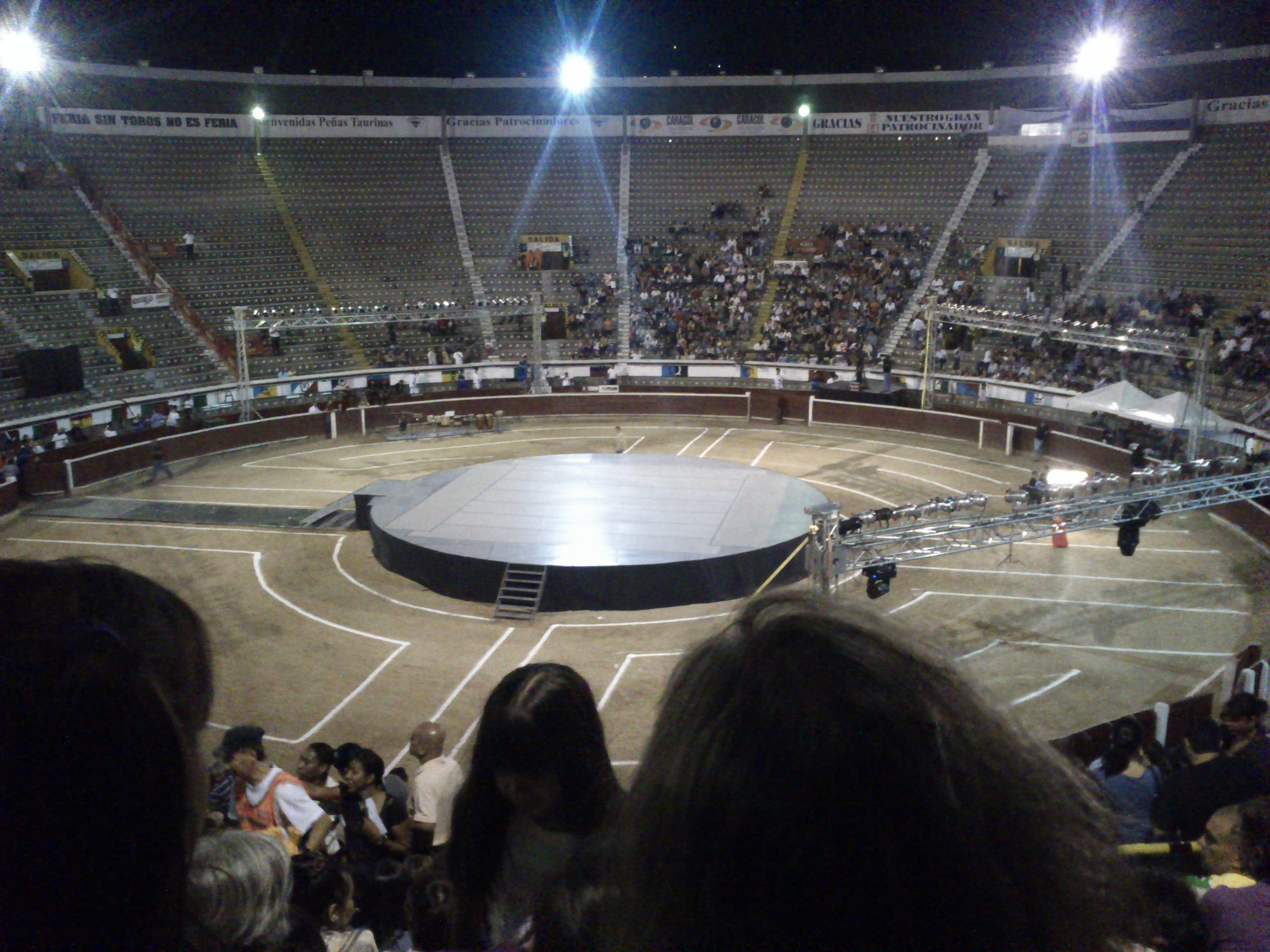
Inauguration du IVe Festival International de Ballet.

Dessinées par l'ingénieur Guillermo Gonzalez Zuleta (es), les arènes de Cañaveralejo furent à l'époque l'un des ouvrages les plus novateurs. Construites en béton armé, les tribunes sont en porte à faux (pas de colonnes aux extrémités). 
Elles comprennent un corral pour accueillir jusqu'à dix lots de taureaux différents, un grand parking et un espace où sont situés les bureaux administratifs.
L'inauguration a eu lieu le 28 décembre 1957 avec cinq corridas. Les arènes sont classées monument national en 1995
Elle possède une chapelle où a été célébrée la messe en l'honneur du torero José Edgar Zúñiga Villaquirán « Joselillo de Colombia » le 10 août 1997.